# Ariane Ascaride
Pour les articles homonymes, voir Ascaride.
Ariane Ascaride est une actrice française, née le 10 octobre 1954 à Marseille (Bouches-du-Rhône).
En 1998, elle obtient le César de la meilleure actrice pour son rôle dans Marius et Jeannette de Robert Guédiguian, avec qui elle a tourné dix-huit films, soit plus de la moitié de la filmographie du cinéaste.

## Biographie

### Enfance, formation et débuts
Fille d'un représentant chez L'Oréal fils d’immigré napolitain et grand amateur de théâtre et d'une employée de bureau, sœur du metteur en scène Pierre Ascaride et de l'écrivain Gilles Ascaride, Ariane Ascaride assiste très tôt aux spectacles amateurs auxquels participe son père[source insuffisante]. Elle participe au mouvement de scoutisme protestant des Éclaireuses Éclaireurs Unionistes de France pendant une dizaine d'années.
Elle étudie la sociologie à l'université d’Aix-en-Provence où elle s'engage à l'Union nationale des étudiants de France (UNEF). Elle rencontre alors Robert Guédiguian qui deviendra son mari.
Elle entre au Conservatoire national d'art dramatique de Paris (promotion 1979) où elle suit les cours d'Antoine Vitez et Marcel Bluwal. Dans les années 1970, elle débute au théâtre dans les pièces de son frère Pierre Ascaride, l'un des inventeurs du théâtre à domicile, puis joue dans des petits rôles au cinéma. Son premier véritable rôle lui est offert par René Féret dans La Communion solennelle (1977).

### Carrière

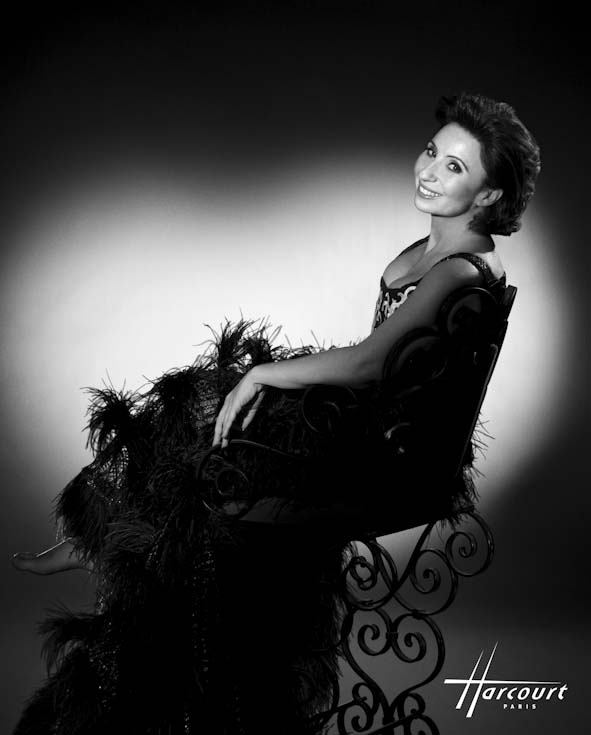
Ariane Ascaride photographiée par le Studio Harcourt en 2008.

À partir de 1980, Ariane Ascaride va apparaître dans tous les films de son mari. Elle est la seule comédienne professionnelle de son premier film, Dernier été. Si À la vie, à la mort ! est plébiscité par la critique en 1995, elle n’est véritablement révélée au grand public qu’avec Marius et Jeannette qui lui vaut le César de la meilleure actrice en 1998.
À la fin des années 1990, d'autres cinéastes tels que Dominique Cabrera (Nadia et les hippopotames en 1999) ou encore Olivier Ducastel et Jacques Martineau (Drôle de Félix en 2000) font également appel à elle.
En 2006, on la retrouve à l’affiche du Voyage en Arménie de Robert Guédiguian, dont elle est coscénariste mais aussi de Miss Montigny de Miel Van Hoogenbemt et de Changement d'adresse d’Emmanuel Mouret.

### Engagement
Ariane Ascaride est membre du comité de parrainage de la Coordination française pour la Décennie de la culture de paix et de non-violence.
En septembre 2018, à la suite de la démission de Nicolas Hulot, elle signe avec Juliette Binoche l'appel de 200 personnalités pour sauver la planète, une tribune à la une du journal Le Monde contre le réchauffement climatique intitulée « Le plus grand défi de l'histoire de l'humanité ».
Elle est membre du collectif 50/50 qui a pour but de promouvoir l’égalité des femmes et des hommes et la diversité dans le cinéma et l’audiovisuel,.
Conjointement avec Robert Guédiguian, elle fait un don au Secours populaire de Marseille afin de financer le siège de l'association dans le 14e arrondissement. Elle s'est engagée auprès de l'association pour différentes campagnes.
En 2019, elle soutient la mobilisation contre la réforme des retraites.
En 2022, conjointement avec Robert Guédiguian, elle est la marraine de la première prépa cinéma du lycée Marseilleveyre à Marseille. Elle s'engage également pour la cause arménienne à la suite d'une offensive de l'Azerbaïdjan.
En 2024, elle participe à la marche contre la loi immigration, en mémoire de ses grands-parents italiens.

### Vie privée
Ariane Ascaride a pour frères Pierre Ascaride et Gilles Ascaride et pour époux le réalisateur français Robert Guédiguian. Sa nièce Anaïs Ascaride collabore à Agat Films & Cie - Ex Nihilo en tant qu'assistante de production et directrice de production. Son neveu, Melchior Ascaride, dessinateur et infographiste reconnu, est lauréat du prix Imaginales de l'illustration en 2016 et prix spécial du jury en 2018.

## Filmographie

### Cinéma

#### Années 1970
- 1977 : La Communion solennelle de René Féret : Palmyre Blanchard-Lhomme

#### Années 1980
- 1980 : Dernier Été de Robert Guédiguian : Josiane
- 1980 : À vendre de Christian Drillaud : Gilberte
- 1980 : Retour à Marseille de René Allio : Lydie
- 1983 : Vive la sociale ! de Gérard Mordillat : Marle-Thé
- 1985 : Rouge Midi de Robert Guédiguian : Magglorina
- 1985 : Ki lo sa ? de Robert Guédiguian : Marie
- 1989 : Dieu vomit les tièdes de Robert Guédiguian : Tirelire

#### Années 1990
- 1993 : L'argent fait le bonheur de Robert Guédiguian : Simona Viali
- 1995 : À la vie, à la mort ! de Robert Guédiguian : Marie-Sol
- 1996 : Calino Maneige de Jean-Patrick Lebel : la mère de Calino
- 1997 : Marius et Jeannette de Robert Guédiguian : Jeannette
- 1997 : L'Autre Côté de la mer de Dominique Cabrera : Lulu
- 1998 : À la place du cœur de Robert Guédiguian : Marianne Patché
- 1998 : Le serpent a mangé la grenouille d'Alain Guesnier : Marthe
- 1999 : Paddy de Gérard Mordillat : la caissière
- 1999 : Nadia et les Hippopotames de Dominique Cabrera : Nadia
- 1999 : Mauvaises Fréquentations de Jean-Pierre Améris : la mère d'Olivia
- 1999 : Nag la bombe de Jean-Louis Milesi : Nag

#### Années 2000
- 2000 : Drôle de Félix de Olivier Ducastel et Jacques Martineau : Isabelle
- 2000 : À l'attaque ! de Robert Guédiguian : Lola
- 2000 : La ville est tranquille de Robert Guédiguian : Michèle
- 2002 : Marie-Jo et ses deux amours de Robert Guédiguian : Marie-Jo
- 2002 : Lulu de Jean-Henri Roger : Jeannette
- 2002 : Ma vraie vie à Rouen d'Olivier Ducastel et Jacques Martineau : Caroline
- 2003 : Le Ventre de Juliette de Martin Provost : Jeannette
- 2004 : Brodeuses d'Éleonore Faucher : Madame Mélikian
- 2004 : Mon père est ingénieur de Robert Guédiguian : Natacha / Marie
- 2004 : Le Thé d'Ania de Said Ould Khelifa : Ania
- 2005 : Imposture de Patrick Bouchitey : Brigitte
- 2005 : Miss Montigny de Miel Van Hoogenbemt : Anna
- 2005 : Code 68 de Jean-Henri Roger : Marianne
- 2006 : Changement d'adresse d'Emmanuel Mouret : la mère de Julia
- 2006 : Le Voyage en Arménie de Robert Guédiguian : Anna
- 2006 : L'Année suivante d'Isabelle Czajka : Nadine
- 2008 : Lady Jane de Robert Guédiguian : Muriel
- 2009 : L'Armée du crime de Robert Guédiguian : Madame Elek
- 2009 : Le Hérisson de Mona Achache : Manuela Lopez

#### Années 2010
- 2011 : L'Art d'aimer d'Emmanuel Mouret : Emmanuelle
- 2011 : Les Neiges du Kilimandjaro de Robert Guédiguian : Marie-Claire[15]
- 2011 : La Délicatesse de Stéphane et David Foenkinos : la mère de Nathalie
- 2013 : Fanny de Daniel Auteuil : Claudine
- 2013 : Une autre vie d'Emmanuel Mouret : Claudine
- 2014 : Au fil d'Ariane de Robert Guédiguian : Ariane[16]
- 2014 : Les Héritiers de Marie-Castille Mention-Schaar : Anne Gueguen[17]
- 2015 : L'amour ne pardonne pas (L'amore non perdona) de Stefano Consiglio (it) : Adrienne[18]
- 2015 : Une histoire de fou de Robert Guédiguian : Anouch Alexandrian[19]
- 2016 : Le ciel attendra de Marie-Castille Mention-Schaar : la juge
- 2016 : Détour aux sources de Roda Fawaz et Cyril Gueï : la mère de Roda
- 2017 : La Villa de Robert Guédiguian : Angèle Barberini
- 2018 : Les Chatouilles d'Andréa Bescond et Éric Métayer : Madame Maloc
- 2018 : Isabelle de Mirko Locatelli : Isabelle
- 2019 : Gloria Mundi de Robert Guédiguian : Sylvie Benard

#### Années 2020
- 2021 : Les Héroïques de Maxime Roy : Josiane
- 2023 : Le Processus de paix d'Ilan Klipper : Michèle
- 2023 : Sous le tapis de Camille Japy : Odile[20]
- 2023 : Et la fête continue ! de Robert Guédiguian : Rosa[21]
- 2024 : La Pie voleuse de Robert Guédiguian : Maria

### Télévision

#### Actrice
- 1980 : Cinéma 16, épisode Louis et Réjane de Philippe Laïk : l'étudiante
- 1981 : L'Inspecteur mène l'enquête, épisode Guitare brisée de Pierre Cavassilas et Marc Pavaux
- 1981 : Les Amours des années folles, épisode Le Trèfle à quatre feuilles de Gérard Thomas : Marie-Louise
- 1982 : L'Apprentissage de la ville de Caroline Huppert : la chanteuse du café
- 1982 : Mozart de Marcel Bluwal
- 1990 : L'Ami Giono : Jofroi de la Maussan de Marcel Bluwal : Elise
- 1990 : L'Ami Giono : Onorato de Marcel Bluwal : Delphine
- 1992 : Les Intrépides : la pompiste (épisode 25)
- 1993 : Grossesse nerveuse de Denis Rabaglia : Eliane
- 1997 : De mère inconnue d'Emmanuelle Cuau : Catherine
- 2000 : Retiens la nuit de Dominique Cabrera : Nadia
- 2005 : Vénus et Apollon, épisode Soin rémanence de Pascal Lahmani : Emmanuelle Le Prieur
- 2010 : George et Fanchette de Jean-Daniel Verhaeghe : George Sand
- 2010 : La femme qui pleure au chapeau rouge de Jean-Daniel Verhaeghe : la mère de Dora
- 2010 : Fracture d'Alain Tasma : Seignol
- 2011 : Les mauvais jours de Pascale Bailly : Nathalie
- 2011 : Roses à crédit d'Amos Gitaï : la doctoresse
- 2011 : Divorce et fiançailles d'Olivier Peray : Sido
- 2013 : C'est pas de l'amour de Jérôme Cornuau : une bénévole
- 2019 : Les Sauvages de Rebecca Zlotowski : Martine Giudicelli
- 2020 : Possessions de Thomas Vincent : Louisa

### Doublage
- 2022 : Interdit aux chiens et aux Italiens : Cesira

#### Réalisatrice
- 2009 : Histoires de vies, épisode Ceux qui aiment la France avec Sofia Lassoued

#### Voix off
- 2013 : Infrarouge, Génération Quoi
- 2020 : documentaire La saga du rail[22]

## Théâtre

### Actrice
- 1979 : Vingt minutes avec un ange - Anecdotes provinciales d'Alexandre Vampilov, mise en scène Gabriel Garran, Festival d'Avignon
- 1982 : La Segretaria, mise en scène Pierre Ascaride
- 1982 : L'essuie-mains des pieds de Gil Ben Aych, mise en scène Pierre Ascaride, Théâtre 71 à Malakoff
- 1985 : Ma famille-revue d’Eduardo De Filippo, mise en scène Pierre Ascaride
- 1991 : Le Cimetière des éléphants de Jean-Paul Daumas, mise en scène Gilles Guillot
- 1992 : Papa de Serge Valletti, mise en scène Pierre Ascaride
- 1995 : Les Putes d’Aurelio Grimaldi, mise en scène Pierre Ascaride
- 1995 : Un coin d'azur de Jean Bouchaud, mise en scène de l'auteur, Théâtre La Bruyère
- 2000 : Le Grand Théâtre d'Evelyne Pieiller, mise en scène Robert Guédiguian
- 2003 : Mathilde de Véronique Olmi, mise en scène Didier Long, avec Pierre Arditi, Théâtre du Rond-Point
- 2003 : Algérie, je t'écris au Foyer du Théâtre de la Madeleine
- 2004 : Pour Bobby de Serge Valletti, mise en scène Michel Cerda, Théâtre de l'Est Parisien
- 2006 : Ariane Ascaride lit Serge Valletti, Théâtre La Bruyère
- 2007 : La Maman bohême / Médée, de Dario Fo et Franca Rame, mise en scène Didier Bezace, Théâtre de la Commune
- 2011 : L’Amour, la mort, les fringues de Nora et Delia Ephron, mise en scène Danièle Thompson, Théâtre Marigny
- 2011 : Correspondance à trois, d’après Boris Pasternak, Rainer Maria Rilke et Marina Tsvétaïeva, adaptation et mise en lecture Gérald Garutti, Printemps des Poètes, Espace Cardin
- 2013-2016 : Le Dernier jour du jeûne, de et mise en scène Simon Abkarian, Théâtre du Gymnase (Marseille) puis Théâtre Nanterre-Amandiers et tournée[23]
- 2015 : Le Silence de Molière de Giovanni Macchia, mise en scène Marc Paquien, Théâtre Liberté, Théâtre de l'Ouest parisien, tournée
- 2015, 2016, puis 2025 : Touchée par les fées de Marie Desplechin, mise en scène Thierry Thieû Niang, théâtre de l'Aquarium[24], Festival d'Avignon[25] puis théâtre La Scala[26]
- 2017 : L'Envol des cigognes, de et mise en scène Simon Abkarian, théâtre Liberté, tournée
- 2018 : L'Envol des cigognes et Le Dernier Jour du jeûne de Simon Abkarian, Théâtre du Soleil
- 2019 : Il y aura la jeunesse d'aimer de Louis Aragon et Elsa Triolet, mise en scène Didier Bezace, Théâtre Lucernaire
- 2020 : Le Dernier Jour du jeûne de Simon Abkarian, mise en scène de l'auteur, Théâtre de Paris
- 2021 : Les Sermons de Pagnol, dans huit églises de Marseille[27].
- 2022, 2024 : Gisèle Halimi, une farouche liberté d'Annick Cojean, mise en scène par Lena Paugam, tournée et La Scala (Paris)[28],[29]
- 2023 : Du bonheur de donner de Bertolt Brecht, théâtre du Lucernaire et Festival d'Avignon[30]
- 2023 : Sorcières d'après Mona Chollet, Nuits de Fourvière
- 2025 : Touchée par les fées de Marie Desplechin, mise en scène Thierry Thieû Niang, La Scala Provence et Paris

### Metteuse en scène
- 2005 : Inutile de tuer son père, le monde s'en charge, de et avec Pierre Ascaride

## Publications

### Écriture
- 2018 : Une force et une consolation, éd. L'Observatoire[31]
- 2021 : Bonjour Pa' : Lettres au fantôme de mon père, Éditions du Seuil, Paris[32].

### Lecture de livres audio
- 1999 : Jean Moulin, Mémoires d'un citoyen - Le dernier voyage, lecture avec François Cluzet, Frémeaux & Associés.
- 2007 : Anna Seghers, L'excursion des jeunes filles qui ne sont plus, traduit de l'allemand par Jean Tailleur, « La Bibliothèque des voix », des femmes-Antoinette Fouque, Paris.
- 2010 :
  - Alphonse Daudet, Lettres de mon moulin, Vol. 1, avec Roland Giraud, Frémeaux & Associés.
  - Alphonse Daudet, Lettres de mon moulin, Vol. 2, avec Roland Giraud, Frémeaux & Associés.
- 2014 : Marguerite Duras, L'Amant de la Chine du Nord, « Écoutez Lire », Gallimard, Paris.
- 2018 : Honoré de Balzac, La Femme de trente dans, « La Bibliothèque des voix », des femmes-Antoinette Fouque, Paris.
- 2019 : Collectif, Voix de femmes d'hier et d'aujourd'hui pour demain, lecture avec Marie-Christine Barrault, Isabelle Carré, Julie Debazac, Florence Delay, Lio et Dominique Reymond, « La Bibliothèque des voix », des femmes-Antoinette Fouque, Paris.
- 2020 :
  - Sofia Aouine, Rhapsodie des oubliés, suivi d'un entretien avec l'autrice, Audiolib, Paris.
  - Collectif, Cher pays de mon enfance, lecture avec Catherine Jacob, Gilbert Levy, Jonathan Manzambi, Roger Miremont et Caroline Raynaud, « Écoutez Lire », Gallimard, Paris.
  - Antoinette Fouque, De la voix, lecture avec Fanny Ardant et Lio, « La Bibliothèque des voix », des femmes-Antoinette Fouque, Paris.
  - Carson McCullers, Le cœur est un chasseur solitaire, traduction de l'anglais américain par Marie-Madeleine Fayet, « La Bibliothèque des voix », des femmes-Antoinette Fouque, Paris.

## Distinctions

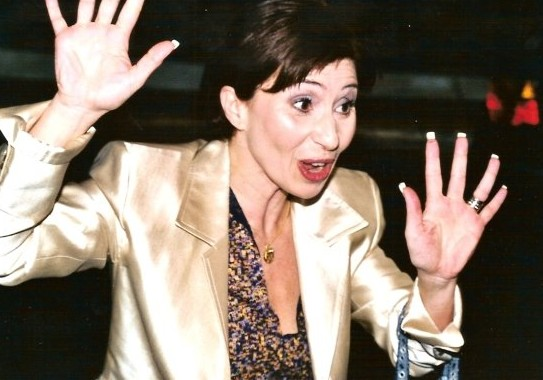
Ariane Ascaride au Festival de Cannes 2001.

### Décoration
- Commandeur de l'ordre des Arts et des Lettres

### Récompenses
- César 1998 : César de la meilleure actrice pour Marius et Jeannette
- Festival international du film de Rome 2006 : prix de la meilleure actrice pour Le Voyage en Arménie
- Mostra de Venise 2019 : Coupe Volpi de la meilleure interprétation féminine pour Gloria Mundi[33],[34].
- Coup de cœur Parole Enregistrée et Documents Sonores 2019 de l’Académie Charles-Cros, proclamé le 15 septembre 2019 au Jardin du Musée Jean de la Fontaine à Château-Thierry[35]

### Nominations
- César 2003 : César de la meilleure actrice pour Marie-Jo et ses deux amours
- César 2005 : César de la meilleure actrice dans un second rôle pour Brodeuses
- César 2012 : César de la meilleure actrice pour Les Neiges du Kilimandjaro
- Molières 2024 : Molière de la comédienne dans un spectacle de théâtre privé pour Gisèle Halimi, une farouche liberté